# Mangalia
Mangalia (rumænsk udtale:maŋˈɡali.a, tyrkisk: Mankalya), gammel Callatis (græsk: Κάλλατις/Καλλατίς; andre historiske navne: Pangalia, Panglicara, Tomisovara), er en by og en havn ved kysten af Sortehavet i den sydøstlige del af distriktet Constanța, Norddobrogea, Rumænien. Byen har 31.950 (2021) indbyggere.
Mangalia kommune administrerer også flere badebyer om sommeren: Cap Aurora, Jupiter, Neptun, Olimp, Saturn, Venus.

## Historie
Den græske by Callatis eksisterede indtil midten af det 7. århundrede under dette navn. Livet i byen blev genoptaget fra det 10. århundrede. I det 13. århundrede kom Callatis til at hedde Pangalia. Vlacher (en) kaldte den Tomisovara og grækerne kaldte den Panglicara. Fra det 16. århundrede fik sit nuværende navn, Mangalia.
En græsk koloni ved navn Callatis blev grundlagt i det 6. århundrede f.Kr. af byen Heraclea Pontica. Dens første sølvmønt blev slået omkring 350 f.Kr. I 72 f.Kr. blev Callatis erobret af den romerske general Lucullus og blev henført til den romerske provins Moesia Inferior. I løbet af det 2. århundrede e.Kr. byggede byen defensive befæstninger, og under de romerske kejsere Septimius Severus og Caracalla fortsatte prægningen af mønter. Callatis blev udsat for flere invasioner i det 3. århundrede e.Kr. men kom sig i det 4. århundrede e.Kr. og genvandt sin status som et vigtigt handelscentrum og havneby. Fra det 7. til det 11. århundrede var byen under det Første Bulgarske Rige.